# Lijst van rookverboden naar land

Vaak gebruikt pictogram: verboden te roken

Deze lijst geeft aan hoe de situatie omtrent rookverboden in openbare gelegenheden per land geregeld is.

## Argentinië
In de stad Buenos Aires ging in 2006 een rookverbod in voor alle publieke ruimten, met inbegrip van kroegen en restaurants. Tenzij een café groter is dan 100 m², dan is het toegestaan dat er een rookruimte komt. In andere steden in Argentinië gelden soortgelijke regels. Er is echter geen landelijk rookverbod.

## Armenië
In maart 2005 trad er een wet in werking die roken verbood in ziekenhuizen, culturele en educatieve instituten en in het openbaar vervoer. Op 1 maart 2006 werd roken in alle openbare en private instellingen, exclusief bars en restaurants, voortaan alleen nog toegestaan in speciale afgezonderde gebieden. Echter wordt het naleven van deze wet niet gecontroleerd of met sancties bestraft, waardoor de wet weinig effect heeft.

## Australië
In Australië worden de regels omtrent roken door iedere staat afzonderlijk bepaald. Onder de regels per staat in chronologische volgorde.
- Zuid-Australië: Roken in eetruimten is sinds 1 januari 1999 verboden. Roken in publieke ruimten is verboden sinds november 2007.
- West-Australië: Sinds juli 2006 is roken verboden in alle gesloten publieke ruimten.[2]
- Tasmanië: Sinds januari 2006 is roken in gesloten ruimten verboden. In januari 2008 werd roken in een auto terwijl één of meerdere passagiers jonger is dan 18 jaar verboden.[3]
- Queensland: Roken is er verboden in alle kroegen, clubs, restaurants en werkruimten. Maar ook buiten op plekken waar eten en drinken wordt verkocht en geserveerd. Het is ook verboden in publieke plaatsen in de buitenlucht en binnen een straal van vier meter van een ingang van een gebouw dat niet wordt gebruikt als woning.
- Australisch Hoofdstedelijk Territorium: Roken is hier verboden in alle gesloten publieke ruimten sinds december 2006.
- Victoria: Roken in alle gesloten publieke ruimten sinds juli 2007.
- New South Wales: Sinds juli 2007 is roken verboden in alle gesloten ruimten van restaurants, clubs an kroegen. In juli 2008 maakte de regering bekend roken te willen verbieden in auto's waarin ook kinderen zitten die jonger zijn dan 16 jaar.
- Noordelijk Territorium: Nieuwe beperkingen op het gebied van roken gingen in in 2010.

## Bahrein
Sinds 27 februari 2008 is roken in alle publieke plaatsen verboden.

## Bangladesh
Roken is verboden/beperkt in kroegen, cafés, werkruimten en andere publieke plaatsen sinds maart 2005.

## België

#### Cafés en frietkramen
In cafetaria’s of kantines verbonden aan sportactiviteiten (sportvelden, tennisclubs, sporthallen, zwembaden, bowlingcentra enz.) geldt er een algemeen rookverbod in België. Praktisch gezien volgen deze zaken dus de regels van de restaurants.
Alle drank- en eetgelegenheden die niet afgesloten zijn van een openbare plaats waar een rookverbod geldt, moeten sinds 1 januari 2007 rookvrij zijn (bijvoorbeeld terrasjes in een winkelcentrum of een station, een taverne of cafetaria dat zonder glazen wand uitgeeft op een zwembad of bowlingbaan).
Cafés moeten een aparte ruimte hebben voor niet-rokers. Die moet minstens de helft van de oppervlakte van het gesloten gedeelte van de zaak beslaan. Bovendien moet de ruimte voor niet-rokers duidelijk zijn aangeduid met rookverbodtekens. Daarnaast moeten de horecazaken een rookafzuig- of verluchtingssysteem hebben die de hinder voor niet-rokers zo veel mogelijk beperkt.
Op 15 maart 2011 vernietigde het Grondwettelijk Hof de uitzonderingen op het algemeen rookverbod van 2007, omdat de uitzonderingen omwille van economische redenen bepaald werden en niets te maken hadden met de volksgezondheid. Hierdoor geldt vanaf 30 juni 2011 een algemeen rookverbod in de horeca, tenzij in cafés die een aparte rookkamer met afzuiginstallatie hebben.

#### Werkplek en openbare ruimten
Sinds 1 januari 2006 heeft elke werknemer, zowel in de openbare als private sector, recht op een rookvrije werkruimte. Sinds die datum mag er niet meer gerookt worden op de werkvloer en in openbare ruimten. Ook in hotels moeten alle gemeenschappelijke ruimten rookvrij zijn. Een uitzondering is gemaakt voor het Europese Parlement waar het rookverbod op grote schaal werd overtreden en men ervoor heeft gekozen een rookruimte in te richten

#### Restaurants
Sinds 1 januari 2007 zijn alle restaurants in België rookvrij. In restaurants is roken enkel nog toegestaan in afgesloten zaaltjes, op voorwaarde dat daar enkel gedronken en niet gegeten wordt. Voor kantines van sportcomplexen, patisseries, tearooms, snackbars, pitazaken, pizzazaken en ijssalons gelden dezelfde regels als voor restaurants.

#### Controle en klachten
Op het terrein gaan controleurs na of de wet correct toegepast wordt. Zo moet het rookverbod duidelijk aangegeven zijn aan de buitenkant en binnenin. Asbakken zijn niet toegestaan op plaatsen waar niet gerookt mag worden. Afgebakende zones voor rokers moeten duidelijk aangegeven zijn en de gevolgen van het roken effectief beperken.
Klachten en informatie over het rookverbod op openbare plaatsen kunnen gericht worden aan de Federale Overheidsdienst Volksgezondheid, Veiligheid van de Voedselketen en Leefmilieu, voor de werkvloer aan de Federale Overheidsdienst Werkgelegenheid, Arbeid en Sociaal Overleg, op de trein aan de Federale Overheidsdienst Mobiliteit en Vervoer, voor de horeca aan het Federaal Agentschap voor de Veiligheid van de Voedselketen.

## Bermuda
Sinds 1 oktober 2006 moeten alle werkruimten rookvrij zijn, met inbegrip van restaurants, private clubs en hotels.

## Bhutan
Sinds 17 december 2004 is een landelijk verbod op het verkopen van tabak ingegaan. Roken is sinds 22 februari 2005 verboden in alle publieke plaatsen en ruimten. Het is het eerste land dat zulke regels implementeert.

## Bosnië en Herzegovina
Roken is sinds 1 september 2007 verboden in alle publieke gebouwen.

## Brazilië
In Brazilië geldt sinds 15 december 2011 een nieuwe rookwet. In gesloten publieke ruimte, zowel met openbaar als privékarakter, is roken verboden; net als op de werkvloer. De wet verbiedt ook speciale rookruimtes in onder andere horeca en luchthavens. Verder is tabaksreclame verboden.

## Canada
Roken in een ruimte waar wordt gewerkt is verboden in heel Canada, net als roken op publieke plaatsen. Hoewel er enkele speciale uitzonderingen zijn wat betreft het rookverbod.
Het Canadese parlement heeft roken in federale gebouwen verboden, daaronder vallen ook luchthavens. Rookruimten zijn niet toegestaan.

#### Per provincie (van oost naar west)
- Newfoundland en Labrador: Roken is verboden in alle publieke plaatsen, met inbegrip van bars en bingohallen sinds 2005 onder de Smoke-Free Enviroment Act.[4]
- Prince Edward Island: Roken is verboden in publieke ruimten en werkruimten. Geventileerde rookruimten zijn toegestaan, er kan echter geen voedsel worden geserveerd in de rookruimten.
- Nova Scotia: Per 1 december 2006 is het verboden te roken in publieke plaatsen, met uitzondering van speciale ruimten in zorginstellingen. Tabaksproducten mogen niet prominent worden getoond in winkels.
- New Brunswick: Sinds oktober 2004 is roken verboden in publieke gebieden. Speciale geventileerde rookruimten zijn niet toegestaan. Tabaksproducten mogen niet prominent worden getoond in winkels.
- Québec: Alle private rookruimten moeten zijn gesloopt op 30 mei 2008. Restaurants, bars, clubs, enz moeten rookvrij zijn. Roken is voorboden binnen een straal van 9 meter van de ingang van een zorginstelling, college, universiteit, kinderopvang of instellingen van de sociale dienst. Roken in publieke plaatsen is vanaf juni 2006 verboden. Het is illegaal om tabak te verkopen via internet, via de post, op grond behorend tot een school, in zorginstellingen, instellingen van de sociale dienst of een kinderopvang.
- Ontario: Per 1 juni 2006 is roken verboden in werkruimten en gesloten ruimten bereikbaar voor het publiek, met uitzonderingen van woningen en hotelkamers. In de stad Toronto is roken verboden in alle kroegen, bingohallen, casino's, en racebanen. Op een overtreding staan boetes van 205 tot 5000 dollar. Het is in de hele provincie voor zorginstellingen en goede doelen verboden tabak te verkopen.
- Manitoba: Roken is verboden in alle publieke ruimten per oktober 2004. Rookruimten, geventileerd of niet, zijn niet toegestaan in bars en restaurants.
- Saskatchewan: Winkels moeten tabaksproducten buiten het zicht van de klanten houden. Roken is verboden in alle publieke gebieden, zowel binnen als buiten. Een overtreding kan een boete van 10,000 dollar opleveren.
- Alberta: Roken in publieke ruimten en werkruimten waar minderjarigen ook kunnen komen is verboden. Casino's, bingohallen en bars zijn hier van uitgezonderd. Sommige gemeenten hebben striktere regels. Minderjarigen in het bezit van tabak, of minderjarigen die betrapt worden wanneer ze roken riskeren een boete van 100 dollar.
- Brits-Columbia: Roken is verboden in alle publieke ruimten, zoals restaurants, kroegen, private clubs, kantoren, winkelcentra, hallen bestemd voor grote bijeenkomsten, sportarena's, gebouwen van de overheid, scholen en binnen een gebied van drie meter van een ingang, raam of luchtinlaat. Tabaksreclame zichtbaar voor mensen jonger dan 19 jaar in publieke ruimten is verboden.

#### Per territorium (van oost naar west)
- Nunavut: roken is verboden in alle publieke ruimten, met inbegrip van bars.
- Northwest Territories: roken is verboden per 1 mei 2004 in alle publieke ruimten en werkruimten, met inbegrip van bars, restaurants, bingo en bowling faciliteiten en casino's.
- Yukon, per 15 mei 2008 is roken verboden in publieke ruimten.

## Chili
In Chili is het verboden te roken in scholen, ziekenhuizen, winkelcentra, supermarkten, apotheken, luchthavens, bussen, de metro en andere publieke binnenruimten. Restaurants met een oppervlakte groter dan 100 m² moeten een rookvrije ruimte hebben. Kleinere restaurants kunnen kiezen wel of niet geheel rookvrij te zijn, hetzelfde geldt voor cafés en kroegen. Clubs kunnen, ongeacht hun grootte, ervoor kiezen wel of niet rookvrij te zijn. In de praktijk zijn bijna alle clubs niet rookvrij.

## China
Sinds 1 mei 2011 geldt er in heel China een rookverbod in openbare gebouwen, inclusief restaurants, scholen, supermarkten en gebouwen van de overheid. Het verbod wordt echter maar weinig nageleefd vanwege de geringe controle.

## Cuba
In Cuba is het verboden te roken in de meeste werkruimten. Sigarettenautomaten zullen worden verwijderd. Roken in restaurants en cafetaria's is alleen nog toegestaan in speciaal aangewezen rookruimten. Het verkopen van tabak aan kinderen jonger dan 16 is verboden, evenals het verkopen van tabak binnen een straal van 100 meter van een school. Mensen werkzaam bij educatieve instellingen en zorginstellingen mogen tijdens hun werk niet roken, ook niet buiten. Mensen werkzaam bij andere overheidsdiensten mogen nog wel buiten het gebouw waar ze werkzaam zijn roken.

## Denemarken
Per 15 augustus 2007 is roken in alle private en publieke werkruimten verboden. Uitgezonderd hiervan zijn bars met een ruimte kleiner dan 40 m² en werkruimten die alleen worden gebruikt door één werknemer. Aparte rookruimten zijn toegestaan, zo lang er maar geen eten of drinken wordt geserveerd. De wet heeft veel stof doen opwaaien en wordt niet volledig nageleefd.

## Duitsland
Duitsland heeft als een van de laatste landen van West-Europa antirookmaatregelen genomen. In 2006 werd roken verboden in federale overheidsgebouwen en ziekenhuizen, voor de rest mocht men in Duitsland in principe overal roken. Per september 2007 werd het roken in treinen verboden. In winkels en op de werkplek kent men geen algeheel rookverbod.

#### Horeca
Sinds 1 januari 2008 gelden er maatregelen om het roken in de horeca te beperken. In Duitsland is het rookverbod per deelstaat anders geregeld. Het is dus niet, net als in Nederland, eenduidig. Duitsland heeft dus niet een algeheel rookverbod, zoals vaak wordt verondersteld. Er zijn tal van uitzonderingen, zo kunnen in de meeste deelstaten, betrekkelijk eenvoudig, rokersclubs opgericht worden, waardoor het rookverbod vervalt.
Vaak zijn gemeenten belast met de handhaving van het rookverbod. De gemeenten hebben vaak niet de mankracht om te controleren of horecagelegenheden het rookverbod opvolgen. De meeste gemeenten gedogen het roken in horecagelegenheden impliciet.
De antirookwetgeving in de horeca is inmiddels deels teruggedraaid. Een rechter van het Federale Constitutionele Hof in Karlsruhe heeft de vloer aangeveegd met het rookverbod in Berlijn en Baden-Württemberg. Deze deelstaten staan roken slechts toe in afgesloten ruimten. Kleine horecaondernemers, die geen ruimte hebben voor een rookruimte, vreesden omzetverlies en zijn naar de rechter gestapt. Deze oordeelde dat kleine cafés onevenredig hard getroffen worden door een dergelijk rookverbod, de uitspraak heeft een schorsende werking. Dat betekent dat het rookverbod tijdelijk is opgeheven. Voorwaarde is dat het vloeroppervlak minder dan 75 vierkante meter moet zijn en er geen personen jonger dan 18 de gelegenheid mogen betreden (in Duitsland mag men pas vanaf 18 jaar sigaretten kopen).
De deelstaten hebben tot eind 2009 de tijd gekregen om de antirookmaatregelen anders te definiëren. Doen de deelstaten niets, dan blijft de uitspraak staan, en wordt het rookverbod defacto opgeheven. De uitspraak is ook bindend voor andere deelstaten met een dergelijk beleid omdat de uitspraak is gedaan door een federale rechtbank. Alleen indien een deelstaat een totaal rookverbod heeft, verandert er niets door de uitspraak.
In Beieren had de regering besloten een rookverbod in te stellen voor alle gesloten ruimten, inclusief (feest)tenten. In afgesloten rookruimten mocht nog worden gerookt. Echter ruim twee maanden na de invoering van het rookverbod is het afgezwakt. Na een gevoelige nederlaag in de gemeenteraadsverkiezingen heeft de toen alleen regerende CSU besloten een uitzondering te maken voor feesttenten, mede met het oog op het Oktoberfest. Ook in Beieren kunnen rokersclubs worden opgericht.
In de deelstaat Noordrijn-Westfalen hebben veel cafés een rookvereniging opgericht. Zo is bijvoorbeeld een groot gedeelte van de horecaondernemers in de Altstadt van Düsseldorf aangesloten bij de Raucherclub Mensch.Kultur.Kneipe.

## Engeland
Roken in publieke ruimten, inclusief werkruimten, bars, clubs en restaurants is verboden per 1 juli 2007. Er zijn enkele uitzonderingen, zo mogen hotels kamers aanbieden waar nog gerookt mag worden. In verpleeghuizen, gevangenissen, onderzeeërs, koninklijke paleizen, en olieplatformen mag ook nog steeds worden gerookt.

## Estland
Roken in werkruimten of publieke ruimten binnen gebouwen is verboden per 4 juni 2005, toen met uitzondering van restaurants. Per 5 juni 2007 is roken in restaurants, bars, coffee shops en clubs alleen nog toegestaan in afgesloten rookruimten.

## Faeröer
Per 1 juli 2008 is roken verboden in alle gesloten publieke ruimten.

## Finland
Vanaf 1 maart 1995 is roken verboden in werkruimten en publieke ruimten binnen een gebouw, met uitzondering van speciaal aangewezen rookruimten. Vanaf 1 juli 2007 is roken in alle publieke ruimten en alle werkruimten binnen een gebouw verboden. Alleen in bars en treinen is roken toegestaan in speciale rookruimten, het is daar echter niet toegestaan eten en drinken te serveren. Het verbod wordt over het algemeen nageleefd.

## Frankrijk
Frankrijk heeft zijn regels omtrent roken per 1 februari 2007 verscherpt. Dit betekent dat roken in alle publieke plaatsen (zoals musea en stations) verboden is. Een uitzondering hierop vormen rookruimten; deze moeten echter aan een aantal eisen voldoen. Zo mag de rookruimte op zijn hoogst 20% van het totale vloeroppervlak innemen en mag de ruimte niet groter zijn dan 35 m². De ruimte moet zijn uitgerust met een ventilatiesysteem dat in staat is per uur minimaal tienmaal het volume van de ruimte aan lucht te verversen. De luchtdruk in de rookruimte moet constant lager zijn dan in de aangrenzende ruimten, de deuren moeten automatisch sluiten, er mag geen personeel komen om te bedienen en schoonmaakpersoneel mag de ruimte pas betreden één uur nadat de ruimte voor het laatst werd gebruikt om te roken.

## Griekenland
Per 1 juli 2009 trad er in Griekenland een nieuwe wet omtrent roken in werking. Een eerdere wet bleek makkelijk te omzeilen, waardoor bijna overal nog steeds kon worden gerookt. De wet verbiedt roken in alle werkruimten, stations, taxi's en passagiersschepen (het was al verboden in treinen, bussen en vliegtuigen). Ook gesloten publieke ruimten, zoals restaurants en clubs vallen onder het nieuwe rookverbod. Kleinere zaken, met een vloeroppervlak kleiner dan 70 m², kunnen ervoor kiezen te worden aangemerkt als rookruimte. In grotere gelegenheden mag er alleen in speciale rookruimten, voorzien van ventilatie, worden gerookt.

## Hongarije
Vanaf 2009 is roken verboden in de meeste publieke ruimten, inclusief restaurants en bars.

## Hongkong
Tussen 1982 en 1997 kwam er een verbod op roken in liften, het openbaar vervoer, bioscopen, concerthallen en luchthavens. Per 1998 was het ook niet meer toegestaan te roken in winkelcentra, winkels, supermarkten, banken en gaminghallen. Vanaf 2009 moeten ook publieke parken, stranden, publieke toiletten, internet cafés, restaurants en bars rookvrij zijn. Overtreders zullen worden beboet.

## Ierland
Sinds 29 maart 2004 is roken in alle gesloten werkruimten in Ierland verboden. De overheid ziet er streng op toe dat de wet wordt nageleefd. Onder de werkruimten waren roken verboden is vallen ook bars, restaurants, clubs, kantoren, publieke gebouwen, auto's en bussen van bedrijven, vrachtwagens, taxi's en rond drie meter van de ingang van een van de eerdergenoemde gebouwen en voertuigen. Op overtreding staat een maximale boete van € 3000 of een gevangenisstraf bij herhaalde overtredingen. De wet geldt niet voor gevangenissen, verpleeghuizen, sommige hotelkamers en instellingen voor psychiatrische patiënten.
Voor het invoeren van deze wet was roken al verboden in gebouwen met een publieke bestemming, ziekenhuizen, scholen, keukens van restaurants, vliegtuigen en treinen. Rookruimten zijn niet toegestaan, overdekte rookruimten mogen slechts voor 50% bedekt zijn. Per 1 juli 2009 zou tabaksreclame in zijn geheel worden verboden, al is het nu nog toegestaan in de winkels waar ze worden verkocht. Tabaksproducten moesten dan ook uit het zicht van de klant blijven.
De consumptie van sigaretten daalde met 7,5% in de zes maanden na het verbod. Daarentegen werd en een grote toename gezien in het jaar 2009 bij jongeren onder de 20 jaar een trend die al ingezet werd in het laatste kwartaal van 2008. Aangezien Ierland in Europa de eerst was met een rigide wetgeving werd veel verwacht van de verbetering van de gezondheid Jammer genoeg zijn cijfers daarover zeer wisselend . En niet te controleren

## IJsland
Roken en het gebruik van tabak is verboden in de meeste publieke ruimten. Dit geldt ook voor het openbaar vervoer, alle ruimten in eigendom van de overheid, al het land dat is bedoeld om gebruikt te worden door kinderen (zoals speeltuinen en schoolpleinen), restaurants, bars, clubs en cafés.

## India
Sinds 2 oktober 2008 is roken in werkruimten, restaurants, hotels, enz. verboden. Roken in open ruimten zoals wegen, parken en in private woningen en auto's is nog steeds toegestaan. Overtreders worden beboet.

## Indonesië
In Jakarta is roken in restaurants, scholen, kantoren, luchthavens en het openbaar vervoer verboden. Restaurants kunnen wel een speciale rookruimte aanleggen. De naleving van de wet verloopt langzaam. In 2007 had slechts de helft van de publieke gebouwen een rookruimte. In veel gebouwen werd er helemaal niks gedaan met de nieuwe regelgeving.

## Italië
Italië was het vierde land ter wereld dat een nationaal rookverbod heeft ingevoerd. Sinds 10 januari 2005 is het verboden te roken in alle openbare gebouwen en voor het publiek toegankelijke gebouwen, waaronder bars, restaurants en andere horecagelegenheden. Speciale rookruimten zijn toegestaan. In rookruimten waar eten wordt geserveerd gelden zeer strenge voorwaarden, zoals aparte en sterkere ventilatie, automatische schuifdeuren naar aangrenzende rookvrije ruimten, en niet meer dan 50% van het etablissement. Slechts 1% van de horecagelegenheden heeft een rookvrije zone gecreëerd.
Het rookverbod was in Italië zeer succesvol en ook populair bij de bevolking. De regels werden strikt nageleefd.
Doch sinds kort wordt er meer en meer de hand gelicht met de regels. Vooral in de kleinere plaatsen van Italië.

## Japan
Hoewel er in veel restaurants en andere openbare ruimten nog mag worden gerookt, is in steden als Tokio, Kioto, Hiroshima een (groot) deel van de winkelstraten tot rookvrije zone benoemd. Op spaarzame plekken zijn daar rokersruimten ingericht op bruggen en straathoeken.

## Kroatië
Vanaf 7 november 2008 is roken in Kroatië verboden in publieke instellingen, zoals ziekenhuizen en scholen. Roken is ook verboden in bars en restaurants.

## Man
Dit was een van de laatste gebieden van Groot-Brittannië waar een rookverbod werd ingevoerd. Op 30 maart 2008 werd hier een soortgelijke wet als in Engeland ingevoerd.

## Nederland

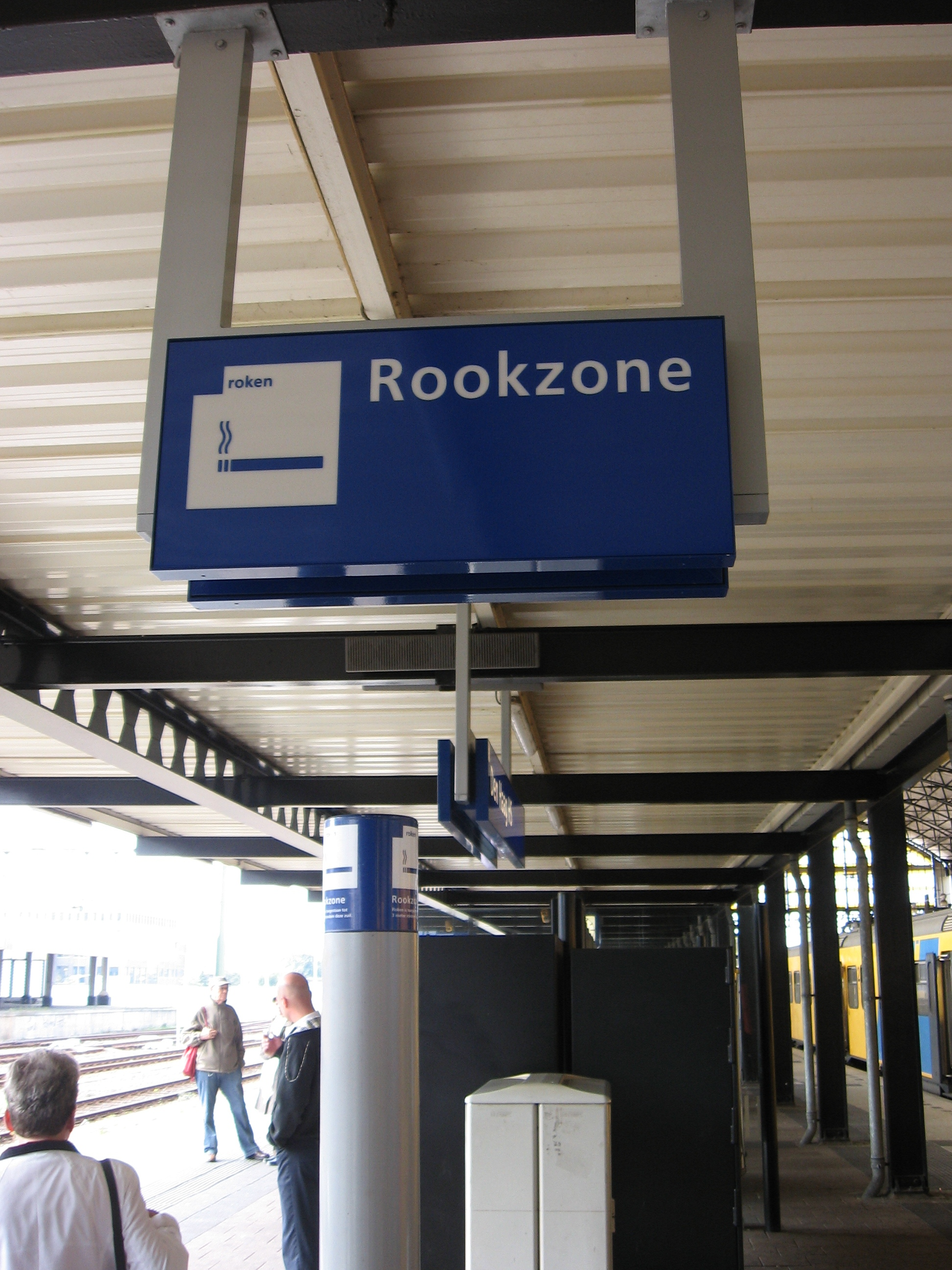
Roken op een perron in Nederland was toegestaan binnen 3 meter van de aangegeven rookzone. Sinds 1 oktober 2020 zijn alle perrons rookvij.

In Nederland geldt sinds 1 januari 2004 het recht op een rookvrije werkplek. Werkgevers zijn verplicht om ervoor te zorgen dat werknemers kunnen werken zonder hinder of overlast te ondervinden van tabaksrook. Het maakt daarbij niet uit of de werknemer bij de overheid of in het bedrijfsleven werkt. Het rookverbod geldt ook in de horeca, op het werk of in een openbaar gebouw.
Het recht op een rookvrije werkplek beperkt zich niet tot werkkamers maar omvat alle ruimten waar werknemers kunnen komen zoals trappen, hallen, gangen, liften, toiletten, wachtruimten, recreatieruimten, kantines en dergelijke. Een werkgever kon wel voor rokers een afgesloten rookruimte maken mits deze geen overlast veroorzaakte naar omliggende ruimten. Dit is intussen ook verboden. Het recht op een rookvrije werkplek heeft zich uitgebreid tot vrachtwagen, bestelbus of auto van de zaak.
De Tabaks- en rookwarenwet (tot 2016 Tabakswet) voorzag in de mogelijkheid om door middel van nadere regelgeving uitzonderingen te maken op de rookvrije werkplek. Het Besluit uitzonderingen rookvrije werkplek zonderde, tot het vervallen van de regeling per 1 juli 2008 de volgende ruimten van de rookvrije werkplek uit:
- de voor publiek bestemde delen van horeca-inrichtingen;
- de voor publiek bestemde horecadelen van inrichtingen voor podiumkunsten;
- de voor publiek bestemde delen van speelautomatenhallen;
- de voor publiek bestemde delen van tabaksspeciaalzaken;
- internationaal en buitenlands personenvervoer dat aan bepaalde voorwaarden voldoet;

Inmiddels gelden er alleen nog uitzonderingen voor
- privéruimten; degene die zeggenschap heeft over de ruimte bepaalt welk rookbeleid geldt.
- buitenterreinen van een gebouw waarbij een overdekte rookruimte mag worden ingericht, mits deze zich niet aan, op of in het gebouw bevindt en de rook geen overlast oplevert binnen het gebouw
- de open lucht, behalve op schoolpleinen, NS-stations en voor de ingang van een café of kantoor

In Nederland is in de gebouwen en instellingen van de overheid de Tabakswet al sinds 1990 van kracht. Er mag niet worden gerookt op plekken die bedoeld zijn voor gemeenschappelijk gebruik of die voor het publiek toegankelijk zijn.
Vóór 1 juli 2008 werd een uitzondering gemaakt voor gebouwen met twee of meer wachtruimten, kantines of recreatieruimten. In dat geval mocht roken worden toegestaan in de kleinste ruimte.
De Nederlandse Voedsel- en Warenautoriteit ziet toe op de naleving van de Tabaks- en rookwarenwet en spoort overtredingen op. Om deze taken te kunnen uitvoeren zijn bij alle regionale diensten van de NVWA zogenoemde Drank, Horeca en Tabak (DHT)-teams ingesteld. Deze teams van speciaal opgeleide toezichthouders houden toezicht op naleving van onder meer de Tabaks- en rookwarenwet. De toezichthouders controleren onaangekondigd of iedereen zich aan de regels houdt. De toezichthouder is op basis van de Algemene wet bestuursrecht (Awb) en de Tabaks- en rookwarenwet bevoegd om iedere ruimte te inspecteren en kan dus niet geweigerd worden. De toezichthouder van de NVWA heeft een legitimatiebewijs bij zich en dient zich op verzoek te legitimeren (art. 5:12 Awb).

#### Horeca
Bij de invoering van het recht op de rookvrije werkplek maakte de overheid een tijd lang een uitzondering voor de 500.000 werknemers in de horeca. Koninklijke Horeca Nederland maakte vervolgens met de overheid afspraken die geleidelijk tot steeds meer rookvrije horecagelegenheden moesten leiden. In 2005 en 2006 voldeed de sector niet aan deze afspraken. Er was pas sprake van rookvrije ruimten indien deze volledig zouden zijn gescheiden van de ruimten waar gerookt werd. De tafels voor niet-rokers in dezelfde ruimte, waar verder wel gerookt werd, waren in deze dus niet rookvrij. Vanaf 1 juli 2008 mocht in de horeca binnen alleen nog maar in de rookruimten gerookt worden. Dit was bedoeld om het bedienende personeel te beschermen. Vanaf 6 juli 2011 werden kleine cafés zonder personeel en met een vloeroppervlak kleiner dan 70m2 uitgezonderd van dit verbod. Op 10 oktober 2014 werd deze uitzondering door de Hoge Raad onverbindend verklaard en op 27 september 2019 oordeelde de Hoge Raad dat ook rookruimtes in de horeca niet meer zijn toegestaan.
Inmiddels geldt het rookverbod voor alle horeca binnen en onder bepaalde omstandigheden ook buiten. Op een terras mag alleen nog worden gerookt als de eigenaar hier toestemming voor geeft, er minstens aan 1 kant een opening is naar boven of naar de zijkant, en het terras zich niet binnen een overdekt winkelcentrum of hal ligt. Tevens mag binnen geen hinder ontstaan van rokers bij de ingang.

#### Rookverenigingen
De "Enige en Universele Rokerskerk van God" is een gemeenschap die sinds 2001 bestaat. Leden van de Rokerskerk komen samen om "tot God te bidden door het nuttigen van rookartikelen". Zij doen dit in de "heilige drie-eenheid" van rook, vuur en as. De leden etaleren zich met ludieke middelen zoals narrenmutsen.
Horecagelegenheden kunnen zich onder strikte voorwaarden bij de Rokerskerk aansluiten, waarna in de betreffende zaak een certificaat komt te hangen dat duidelijk maakt dat er slechts door leden van de "kerk" gerookt mag worden.
De Rokerskerk telt, naar eigen zeggen, anno 2008, meer dan 3100 geregistreerde leden en 6 goedgekeurde horecagelegenheden.
Op 10 augustus 2008 werd bekend dat een van de horecagelegenheden van de Rokerskerk een boete van 300 euro opgelegd gekregen heeft vanwege het overtreden van het sinds 1 juli 2008 van kracht zijnde rookverbod.
In een enkel geval zijn andere Nederlandse horecaondernemers ook overgegaan tot het oprichten van een zogenaamde rookvereniging. Een voorbeeld hiervan is het Maastrichtse café t Jachhoes. Door de overheid werd hier negatief op gereageerd. Het Deurningse café-restaurant Frans op den Bult meende het verbod dan ook met een bararium te kunnen omzeilen, maar ook dit werd door de minister van Volksgezondheid niet geaccepteerd.

## Thailand
In Thailand is roken op steeds meer plekken niet toegestaan. Openbare ruimten met (semi)officiële functies, zoals overheidsgebouwen, ziekenhuizen en banken, zijn standaard rookvrij. Daarnaast bestaat, sinds het begin van de 21ste eeuw, de regel dat in openbare ruimten als hotels, restaurants, cafés en taxi's, die met behulp van airconditioning worden gekoeld, roken niet is toegestaan. Deze laatste regel wordt sinds 2003 strikt nageleefd in Bangkok en sinds 2011 ook meer en meer in de grotere steden buiten Bangkok.

## Tsjechië
Roken is verboden in publieke ruimten, zoals ziekenhuizen en bushaltes, maar niet in restaurants, bars en clubs.

## Turkije
In Turkije is er sinds 2007 een rookverbod in alle publieke gebouwen, winkelcentra, scholen en ziekenhuizen. In juli 2009 werd dit verbod uitgebreid naar alle horeca, werkplekken en het openbaar vervoer. In 2018 is de leeftijdsgrens om sigaretten te kopen verhoogd van 18 jaar naar 21 jaar.

## Verenigde Staten van Amerika

Kaart met huidige en geplande staten met antirookbeleid, per november 2010

Al in de jaren 90 is men in een aantal staten begonnen met antirookmaatregelen. Het rookverbod is in eerste instantie een aangelegenheid van de deelstaten; het Amerikaanse staatsrecht staat in principe geen inmenging van de centrale overheid in lokale aangelegenheden toe. In veel staten kunnen de county's en de gemeenten ook eigen regels opstellen. Zo kan het zijn dat een bepaalde staat geen rookverbod heeft, maar dat in bepaalde county's of gemeenten de lokale wetgeving roken verbied. Zo kan de situatie voorkomen dat er aan de ene kant van de straat uitgebreide rookverboden zijn, terwijl aan de andere kant van de straat (in een andere gemeente) overal gerookt mag worden.
Het kan echter ook zo zijn dat de wetgeving van de deelstaat niet toestaat dat lokale overheden strengere wetgeving hebben dan de wetgeving van de deelstaat. Andersom kan het ook voorkomen dat de lokale wetgeving minder streng is dan de wetgeving van de staat (Alaska), hoewel dit bijna niet voorkomt.
De wetgeving tussen de lokale overheden kan, net als bij andere wetten overigens, enorm verschillen. Zo zijn er plaatsen waar bijna nergens gerookt mag worden (stranden, parken, een bepaald aantal "feet" vanaf de ingang van gebouwen, vlak bij ambtenaren (ook buiten!). Maar er zijn ook plaatsen waar helemaal geen rookverboden zijn. Daarnaast zijn er ook staten die roken in de horeca verbieden, maar niet op andere werkplekken.
Bijna alle staten hebben een uitzondering opgenomen voor zogenaamde "cigar bars", Deze moeten wel aan bepaalde voorwaarden voldoen, maar hier geldt geen rookverbod. Zelfs in gebieden met de strengste anti-rookmaatregelen, zoals de stad New York, zijn er cigar bars. Verder hebben veel staten indianenreservaten binnen hun grenzen. Deze gebieden hebben een eigen bestuur, en hier gelden andere regels dan die van de staat.